# Vészhelyzeti Helymeghatározó Adó

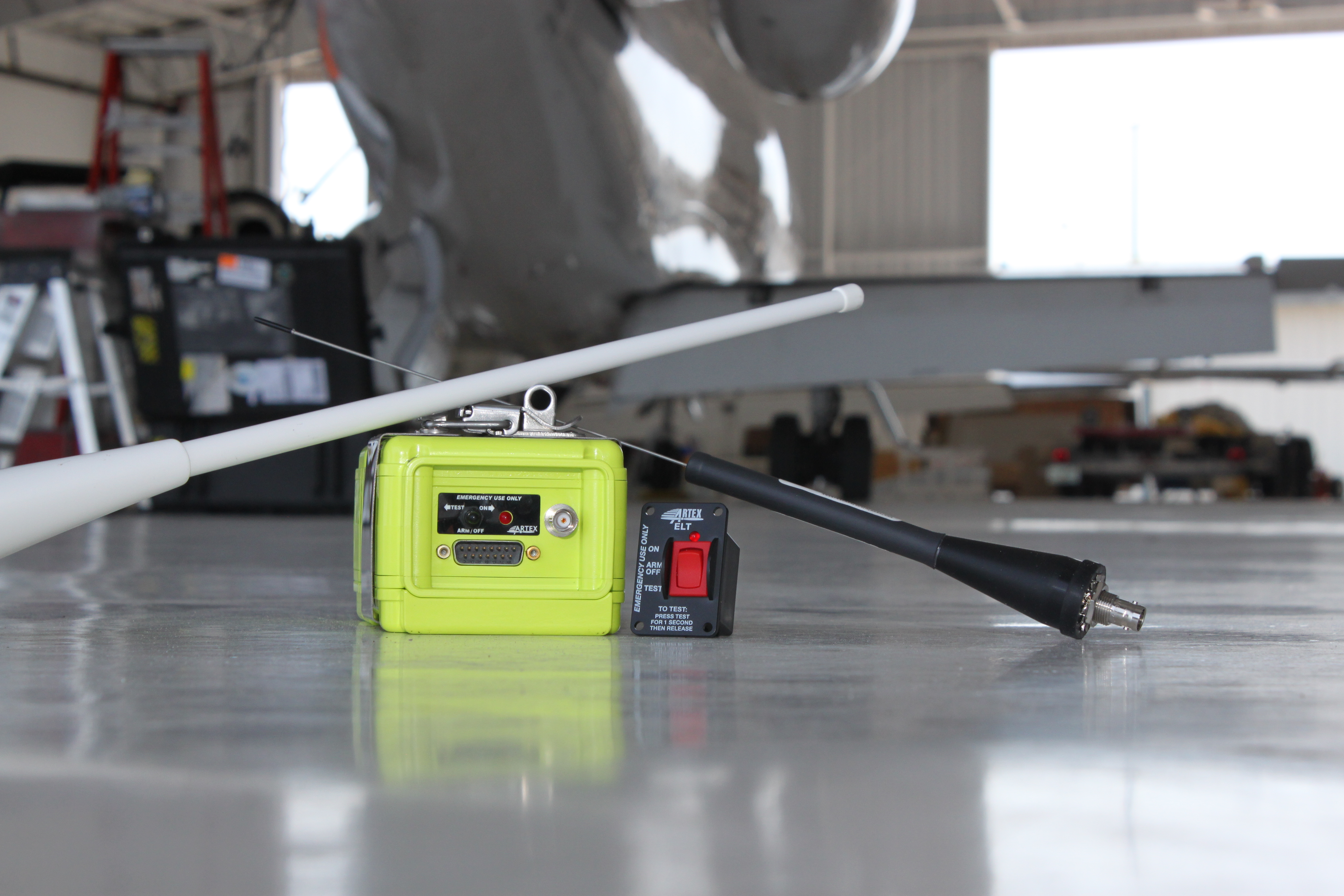
Aircraft Emergency Locator Transmitter

Az ICAO a Vészhelyzeti Helymeghatározó Adót (angolul Emergency Locator Transmitter, közismert rövidítése ELT) olyan berendezésként határozza meg, amely a légiforgalmi jármű aktív részeként megkülönböztető jeleket sugároz a kijelölt frekvenciákon, és az alkalmazástól függően ütés hatására automatikusan vagy manuálisan is aktiválható.

## Fajtái
Az ELT a következő formák bármelyikét öltheti:
- Automatikus fix ELT (ELT(AF)) . Automatikusan aktiválódó ELT, amely állandóan egy repülőgéphez van csatlakoztatva.
- Automatikus hordozható ELT (ELT(AP)). Automatikusan aktiválódó ELT, amely mereven a repülőgéphez rögzítve található, de könnyen eltávolítható a repülőgépről.
- Automatikusan telepíthető ELT (ELT(AD)) . Olyan ELT, amely a repülőgéphez mereven rögzítve van, és amely ütközés, illetve bizonyos esetekben hidrosztatikus érzékelők hatására automatikusan kiold és aktiválódik. Kézi telepítési lehetőség is biztosított.
- Túlélési ELT (ELT(S)) . ELT, amely eltávolítható a repülőgépről, úgy van elhelyezve, hogy vészhelyzetben könnyen használható legyen, és a túlélők manuálisan aktiválják.[1]

## Működése
A megfelelően konfigurált ELT a COSPAS-SARSAT nemzetközi kutatási és mentési műholdrendszer (SAR) szerves része. 50 másodpercenként digitális jelet ad 406,025 MHz frekvencián, 5 watton, legalább 24 órán keresztül. Ha manuálisan aktiválják – vagy automatikusan vízbe merítve, vagy az ütközéskor fellépő nagy jellemzően 5 „g”-t meghaladó erők hatására – az ELT-k vészjelet továbbítanak, . A jelet a világon bárhol veszik a COSPAS-SARSAT műholdrendszerben lévő műholdak. Kétféle műholdat használnak, az alacsony Föld körül keringő (LEOSAT) és a geostacionárius műholdakat (GEOSAT) különböző, komplementer képességekkel. A jelet részben feldolgozzák és tárolják a műholdakon, majd továbbítják a helyi felhasználói termináloknak (LUT) ismert földi állomásokhoz. A jel további megfejtése a LUT-okon történik, és a megfelelő kutató-mentő műveleteket az erre a célra létrehozott küldetésirányító központok hajtják végre (MCC).
A tengeri hajók vészhelyzeti helymeghatározó jeladói (EPIRB) és a személyes helymeghatározó jeladók (PLB) pontosan ugyanazt a rendszert használják. A COSPAS-SARSAT rendszer egyesült államokbeli részét a NOAA tartja karban és üzemelteti.

## ICAO SARP-ok
Az ICAO 10. mellékletének V. kötete előírja, hogy a 6. melléklet I., II. és III. részében foglalt szabványoknak megfelelően szállított ELT-nek 406 MHz-en és 121,5 MHz-en is működniük kell. Bár a SAR műholdrendszerek már nem képesek 121,5 MHz-es jelek használatára, ezt a frekvenciát szükségesnek tartják az elhelyezés lehetővé tételéhez.
Minden 406 MHz-en sugározni képes ELT-t az ICAO 10. mellékletének megfelelően kódolni kell, és regisztrálni kell a kutatás és mentés kezdeményezéséért felelős nemzeti ügynökségnél vagy más kijelölt ügynökségnél.
Az ICAO 6. mellékletének IIA. része ajánlást tartalmaz arra vonatkozóan, hogy minden repülőgépet, amelyet hosszan tartó, víz feletti repülésekkel és kijelölt szárazföldi területek felett üzemeltetnek, fel kell szerelni automatikus ELT-vel. Ugyanez az ajánlás vonatkozik bizonyos helikopterosztályokra a víz feletti műveletek végrehajtására.

## Kérdések és aggodalmak
Az  Australian Transport Safety Bureau (ATSB) által végzett célzott kutatás megállapította, hogy azokban a balesetekben, ahol az ELT-k nem működtek hatékonyan vagy egyáltalán nem működtek, teljesítményüket befolyásolhatják:
- az antenna sérülése és/vagy eltávolítása ütközés közben,
- nem választja ki az ELT aktiválást a repülés előtti élesítéshez,
- helytelen telepítés,
- lemerült akkumulátorok,
- a vízszigetelés hiánya,
- a tűzvédelem hiánya,
- a koaxiális antenna kábelének leválasztása az egységről ütközés közben,
- az ütközés után felfordítva nyugvó repülőgép.

Az ELT-kkel kapcsolatban aggodalomra adhat okot, hogy az akkumulátoruk tüzet okozhat. Ez a probléma elkezdte érinteni az ELT-k repülőgép-típustanúsítványát.

## Balesetek és incidensek
- S76, Moosonee ON Canada környékén, 2013  – Az indulási repülőtér közelében lévő roncsot több mint 5 órán keresztül nem találták meg, miután az ELT  nem működött. Az ELT meghibásodása annak tulajdonítható, hogy a  farokkereten elhelyezett külső antenna leszakadt.
- E190, útközben, Bwabwata Nemzeti Park Namíbia, 2013  – A baleset után nem küldtek segélyhívást, és nem továbbítottak jelet az ELT-től. Ennek oka az egységet a külső antennával összekötő koaxiális kábel szakadása okozta.
- B744, útközben, Kelet-kínai-tenger, 2011  – Az ELT aktiválódott, de a jelét nem vették, kiderült, hogy olyan típusú volt, amely vízben nem működött.
- B190, Blue River BC Kanada, 2012  - A becsapódási erők nem voltak elegendőek az ELT aktiválásához.
- MD83, útközben, Gossi Mali közelében, 2014  – Nem érkezett jel az ELT-től, és a baleset helyszínén sérültnek találták.
- C30J, útközben, Svédország északi része, 2012  – Az ELT nem sugárzott, és megállapították, hogy az ütközés során jelentős károkat szenvedett.
- B788, London Heathrow, Egyesült Királyság, 2013  – A tüzet az ELT-t tápláló 5 cellás lítium-fém akkumulátorból származó tárolt energia ellenőrizetlen és gyors kisütése okozta.[1][1]

## Az ELT és afeketedoboz
Az ELT nem azonos a feketedobozzal. Az ELT csak baleset esetén továbbít olyan adatokat, mint a légi jármű helyzete, rendszáma vagy tulajdonosa. A feketedoboz azonban minden információt rögzít a folyamatban lévő repülés során zajló eljárásokról.
A feketedoboz és az ELT két alapvető és egymást kiegészítő elem, amelyek repülőgép-baleset esetén kulcsfontosságúak a biztonság szempontjából.

## Elhelyezése
Az ELT-ket a FAR 91.207 szerint kötelező a repülőgépekbe telepíteni. Ez magában foglalja a legtöbb általános repülési repülőgépet, amely nem a 135. vagy 121. rész szerint üzemel. Az ELT-ket az előző ellenőrzést követő 12 hónapon belül meg kell vizsgálni a megfelelő beszerelés, az akkumulátor korróziója, a kezelőszervek és az ütközésérzékelő működése, valamint az antenna megfelelő jele szempontjából. A beépített tesztberendezés megkönnyíti a tesztelést vészjelzés továbbítása nélkül. Az ellenőrzés további része vizuális. A technikusokat figyelmeztetik, hogy ne aktiválják az ELT-t és ne küldjenek vészjelzést. Az ellenőrzést fel kell jegyezni a karbantartási jegyzőkönyvbe, beleértve az akkumulátor új lejárati dátumát is. Ezt az ELT külső oldalán is fel kell jegyezni.
Az ELT-ket általában olyan távolra szerelik be a repülőgép törzsébe, amennyire csak lehetséges, közvetlenül a légijármű előtt. A beépített G-erőérzékelő a repülőgép hossztengelyéhez igazodik. A helikopter ELT-k a repülőgép vázán máshol is elhelyezkedhetnek. Többirányú aktiváló eszközökkel vannak felszerelve.

## Doppler technológia
A Doppler technológia alkalmazása lehetővé teszi a 406 MHz-es ELT jel eredetének kiszámítását 2-5 kilométeren belül. A második generációs 406 MHz-es ELT digitális jelek GPS helykoordinátákkal töltődnek be az ELT egységen belüli vevőből vagy egy külső egységből integrálják. Ez 100 méteren belülre csökkenti a becsapódás helyszínének helymeghatározási pontosságát. A digitális jel egyedi regisztrációs információval is meg van töltve. Azonosítja a repülőgépet, a tulajdonost, a kapcsolattartási adatokat stb. Ha jelzés érkezik, azonnal megvizsgálja a riasztás érvényességét, hogy megbizonyosodjon arról, hogy valóban vészhelyzeti átvitelről van szó, így a mentési erőforrásokat nem kell szükségtelenül bevetni.

## A régebbi 121,5 MHz-es ELT
A 406 MHz-es ELT használatát az FAA nem írta elő. Egy régebbi, 121,5 MHz-es ELT megfelel a FAR 91.207 rész követelményeinek az új repülőgépek kivételével. Az Egyesült Államokban bejegyzett repülőgépek ezrei továbbra is fel vannak szerelve ELT-kkel, amelyek aktiváláskor 0,75 wattos analóg 121,5 MHz-es vészjelet továbbítanak. A 121,5 MHz-es frekvencia továbbra is aktív vészfrekvencia, és felülrepülő repülőgépek És irányítótornyok figyelik.
A  technikusoknak el kell végezniük a 121,5 MHz-es ELT-k ellenőrzését/tesztjét az előzőt követő 12 hónapon belül, és meg kell vizsgálniuk ugyanazt az integritást, mint a fent említett 406 MHz-es ELT-k esetében. A régebbi ELT-kből azonban gyakran hiányzik a TSO C-126 szerint tanúsított modern ELT-k beépített tesztáramköre. Ezért egy valódi működési teszt magában foglalhatja a jel aktiválását. Ez megtehető az antenna eltávolításával és egy álterhelés felszerelésével. Az ELT-jel aktiválása csak minden óra eleje és az óra utáni 5 perc között történhet meg. Az aktiválás időtartama nem haladhatja meg a három hallható pásztázást. A tesztelés előtt kapcsolatbalépés a helyi irányítótoronnyal vagy a repülőszolgálattal kötelező.
Meg kell jegyezni, hogy a régebbi, 121,5 MHz-es analóg jelű ELT-k gyakran 243,0 MHz-es frekvencián vészjelet is továbbíthatnak. Régóta ez a katonai vészhelyzeti gyakoriság. Használatát fokozatosan megszüntetik a digitális ELT jelek és a műholdas megfigyelés javára. A lefedettség, a helymeghatározás pontossága, a téves riasztások azonosítása és a rövidebb válaszidők javulása olyan jelentős a 406 MHz-es ELT-k esetében, hogy jelenleg világszerte a szolgáltatási szabványt jelentik.